# Rezonanță

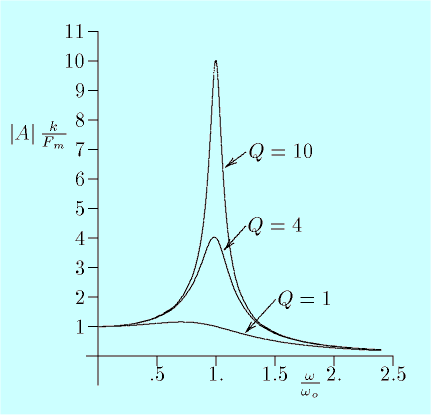
Imaginea ilustrează fenomenul de rezonanță în funcție de factorul de calitate (Q), evidențiind cum creșterea acestuia determină o amplificare mai accentuată și mai îngustă a amplitudinii la frecvența de rezonanță, un aspect esențial în studiul oscilațiilor armonice.

Rezonanța este tendința unui sistem de a oscila cu o amplitudine mai mare la unele frecvențe decât la altele. Frecvențele la care amplitudinea este maximă se numesc frecvențe rezonante sau frecvențe de rezonanță. La aceste frecvențe chiar și forțe mici pot produce oscilații cu o amplitudine mare, deoarece sistemul acumulează energie cinetică, numită aici energie oscilantă.
Rezonanța are loc atunci când un sistem poate stoca și transfera ușor energie între două sau mai multe stări(de exemplu energie cinetică și potențială în cazul unui pendul). Totuși există pierderi de energie la fiecare ciclu, numite amortizare. Când amortizarea este redusă, frecvența rezonantă este aproximativ egală cu frecvența naturală a sistemului. Unele sisteme au mai multe frecvențe de rezonanță, distincte între ele.
Exemple de rezonanțe: Unul din cele mai familiare exemple de rezonanță este leagănul pentru copii, care  acționează ca un pendul. Împingând leagănul în concordanță cu frecvența rezonantă îl va face să atingă o amplitudine din ce în ce mai mare, în timp ce împingând leagănul într-un alt ritm va duce la o amplitudine scăzută. Motivul este că energia acumulată de leagăn este maximă la frecvența rezonantă, în timp ce alte frecvențe de împingere vor scădea cantitatea de energie acumulată. 
Rezonanțe au loc în natură si pot fi exploatate în multe obiecte produse de oameni, fenomenul de rezonanță având loc la orice tip de unde, fiind mecanismul prin care toate undele sinusoidale sunt create. Multe dintre sunetele pe care le auzim, cum ar fi lovitura într-un metal, lemn sau sticlă, care sunt produse de scurte rezonanțe în obiect. Lumina și alte radiații electromagnetice de undă scurtă sunt produse de rezonanță la nivel atomic, în special a electronilor. Alte exemple de rezonanță ar fi:
- mecanismul multor ceasuri moderne, de exemplu: roata de balans într-un ceas mecanic și cristalul de cuarț într-un ceas cu cuarț
- rezonanța mareică în golfurile cu maree înalte, un bun exemplu fiind Golful Fundy de la granița dintre SUA și Canada
- rezonanța acustică a corzilor vocale și instrumentelor muzicale
- spargerea unui pahar de cristal din cauza unui ton sonor de frecvență corectă (frecvența sa rezonantă)
- rezonanța electrică a circuitelor din radiouri și televizoare care permite selectarea undelor radio adecvate
- crearea luminii coerente de către un laser
- rezonanța orbitală evidențiată de unii sateliți ai giganților gazoși din sistemul solar
- rezonanțe la scală atomică care stau la baza unor tehnici spectroscopice: rezonanța electronilor, efectul Mössbauer și rezonanța magnetică nucleară

Tipuri de rezonanțe:
Rezonanța mecanică este tendința unui sistem mecanic de a acumula mai multă energie când frecvența oscilațiilor este egală cu rezonanța naturală a sistemului decât la orice altă frecvență. Poate cauza vibrații violente sau chiar distrugere completă în cazul unor structuri prost construite, incluzând avioane, mașini, trenuri, vapoare, clădiri, platforme petroliere și poduri. În timpul proiectării unui obiect, inginerii trebuie să se asigure că frecvențele rezonante mecanice ale părților componente nu sunt egale cu frecvențele oscilatoare ale motoarelor sau altor părți oscilatoare, un fenomen cunoscut ca rezonanță distructivă.
Evitarea rezonanței distructive este un obiectiv major pentru construirea oricărei structuri:poduri, turnuri și clădiri. Ca o contramăsură, amortizoare pot fi amplasate ca să absoarbă frecvențele rezonante și astfel să disipe energia acumulată. Taipei 101, un zgârie-nori de 509 metri se bazează pe un pendul de 660 de tone ca să amortizeze rezonanța. Mai mult, structurile sunt realizate astfel încât rezonanțele se produc la frecvențe greu de atins. Clădirile în zone seismice sunt în general construite astfel încât să nu se producă rezonanțe la frecvențe de așteptat în cazul unui cutremur.
Exemple de structuri care s-au prăbușit ca urmare a rezonanței distructive sunt Podul Boroughton, un pod suspendat care s-a prăbușit ca urmare a marșului soldaților care a creat oscilații rezultând în rezonanță. Din fericire, din cei 60 de oameni de pe pod în acel moment, nimeni nu a murit. Un alt pod suspendat, Podul Angers s-a prăbușit din aceeași cauză, dar acesta a provocat 226 de morți. Turnul central Königs Wusterhausen s-a prăbușit la rândul lui ca urmare a oscilațiilor. Un eveniment asemănător, dar prevenit la timp a fost Oscilația Millenium Bridge din Londra.
Rezonanța acustică este o ramură a rezonanței mecanice care analizează oscilațiile mecanice produse la frecvențe auzite de urechea umană, altfel zis de sunete. Pentru oameni, auzul este limitat între frecvențe de 20 Hz și 20kHz.  Rezonanța acustică este foarte importantă pentru manufacturierii de instrumente muzicale, deoarece majoritatea instrumentelor muzicale folosesc rezonatori, cum ar fi coarda unei viori sau chitare, lungimea tubului unui flaut sau fluier și forma și tensiunea aplicată pe membrana unei tobe. La fel ca și rezonanța mecanică, rezonanța acustică poate distruge obiecte supuse rezonanței.
Rezonanța electrică este rezonanța care are loc într-un circuit electric la o frecvență rezonantă atunci când impedanța circuitului este minimă pentru un circuit în serie și maximă pentru un circuit în paralel.
Rezonanța optică este un aranjament de oglinzi care produce cavități rezonatoare pentru unde luminoase.  Aceste cavități sunt o componentă majoră a laserelor și a oscilatoarelor optice și interferometre. 
Rezonanța orbitală are loc atunci când două obiecte cerești, dintre care unul îl orbitează pe celălalt, manifestă o influență gravitațională periodică asupra celuilalt datorită perioadei orbitale. În cele mai multe cazuri, interacția dintre cele două corpuri este instabilă în care corpurile își schimbă orbita până când rezonanța încetează să mai existe. În unele cazuri, sistemul poate să fie stabil, corpurile rămânând în rezonanță.
Prăbușirea podului Tacoma Narrows
 
Podul Tacoma Narrows, numit și Galloping Gertie a fost un pod suspendat aflat în SUA, statul Washington, care traversa strâmtoarea Tacoma Narrows. A fost deschis în 1 iulie 1940 și s-a prăbușit pe 7 noiembrie 1940. La deschidere era al treilea cel mai lung pod suspendat din lume, după Golden Gate Bridge și George Washington Bridge, la 1810 metri.
Din cauza unui defect de proiectare, anume grinzi scurte și înguste, podul a avut serioase probleme cu oscilațiile rezonante produse de vânt. Au fost făcute multe încercări de a stabiliza podul, dar niciuna dintre cel aplicate nu a avut efectul scontat. În mod ironic, lucrările la o altă schimbare, schimbarea formei secțiunii transversale a podului într-o formă mai aerodinamică trebuiau începute la 8 noiembrie, o zi după prăbușire, această schimbare fiind aplicată în mai multe poduri cu probleme asemănătoare cu rezultate excepționale. 
Din cauza oscilațiilor, podul a fost închis în multe dintre zilele cu vânt puternic. Totuși în ziua în care s-a prăbușit, podul nu era închis, deoarece vântul avea o viteză de numai 64km/h(40mph) care nu era considerat periculos pentru integritatea structurii. El s-a prăbușit pe 7 noiembrie 1940 la ora 11 dimineața. Ultima persoană care a traversat podul a fost editorul unei reviste locale, Leonard Coatsworth, el scăpând cu viață de pe pod. Astfel, singurele pierderi au fost mașina și câinele acestuia, un cockerel spaniel, nicio viață omenească fiind pierdută.
Importanța podului a fost realizarea de către ingineri a pericolului rezonanței, astfel devenind un punct de cotitură în proiectarea structurilor de mari dimensiuni.